# Nagycsepely
Nagycsepely je vas na Madžarskem, ki upravno spada pod podregijo Balatonföldvári Šomodske županije.